# Dionysius (Konsul 429)
Flavius Dionysius war ein spätantiker oströmischer Heermeister (magister militum) und Politiker im 5. Jahrhundert.
Dionysius wurde in Thrakien geboren. In den Jahren 428–431 war Dionysius comes und magister utriusque militiae per Oriente (Oberbefehlshaber der Infanterie und der Kavallerie im Osten) und begleitete im Jahr 428 Nestorius, den neuen Patriarchen von Konstantinopel, von Antiochia zu dessen neuem Sitz. Im Jahr 429 war er zusammen mit Florentius Konsul. Gemeinsam mit Plintha bat er 433 darum, als Gesandter zum Hunnenkönig Rua geschickt zu werden.
Im Jahr 431 nahm er am Konzil von Ephesos teil. 434 war Dionysius erneut magister militum. In diesem Jahr setzte er sich im Rahmen des nestorianischen Streites aktiv für die Wiederherstellung der Kircheneinheit im Osten ein, sowohl persönlich als auch durch seinen Vertreter, den comes Titus.